# گل‌آویز کالیفرنیا
گل‌آویز کالیفرنیا (نام علمی: Epilobium canum) نام یک گونه از سرده بید علفی است.